# Adrasteja (mjesec)
Adrasteja  (grč. Αδράστεια) je Jupiterov drugi najbliži poznati satelit. Kruži oko Jupitera kružnom putanjom (ekscentricitet 0,0015) na udaljenosti od 129 000 km i obiđe ga u samo 7 sati i 9 minuta te sinkrono se okreće oko svoje osi. Dimenzije su mu 23x20x15 km, što mu daje prosječni promjer od oko 16 km. Masa ovog satelita iznosi 1.91x1016 kg. Tamne je površine (albedo 0,1).
Orbite Metide i Adrasteje se nalaze unutar Jupiterovog glavnog prstena, zbog čega se sumnja da mogu biti izvor materijala za prsten. Orbite oba satelita su unutar Rocheove granice, pa će, čak i ako zbog svojih malih dimenzija i izbjegnu raspad, prije ili kasnije pasti na Jupiter.
Otkrio ga je student (danas poznati astronom) David Jewitt na fotografijama Voyagera 2 1979. godine.
Nazvana je po nimfi Adrasteji (Ἀδράστεια, Adrásteia, latinizirano Adrastea), koja je štitila Zeusa od njegova oca Krona.

## Vanjske poveznice
- Astronomska sekcija Fizikalnog društva Split - Adrasteja, Jupiterov satelit  Arhivirana inačica izvorne stranice od 14. ožujka 2005. (Wayback Machine)